# Backberg
Backberg är en ort i Sandvikens kommun. Orten ligger strax norr om E16, mitt emellan de två orterna Sandviken och Storvik. 2015 justerade SCB definitionen för tätorter något, varvid man fann att avstånden mellan de olika husområdena är för stort för att området skall kunna utgöra en gemensam tätort och delarna har för få boende för att i sig kunna utgöra tätorter. Från 2015 till 2023 avgränsade SCB i tätortens sydöstra del en småort med detta namn. Samtidigt bildar bebyggelsen i dess norra del en separat småort under namnet Norrberg. Vid avgränsningen 2023 klassades de två bebyggelsen åter som sammanväxta oh bilade då åter en tätort, med namnet "Backberg och Norberg"

## Befolkningsutveckling
| Befolkningsutvecklingen i Backberg 1960–2015                                  | Befolkningsutvecklingen i Backberg 1960–2015 | Befolkningsutvecklingen i Backberg 1960–2015 | Befolkningsutvecklingen i Backberg 1960–2015 | Befolkningsutvecklingen i Backberg 1960–2015 |
| ----------------------------------------------------------------------------- | -------------------------------------------- | -------------------------------------------- | -------------------------------------------- | -------------------------------------------- |
|                                                                               |                                              |                                              |                                              |                                              |
| År                                                                            |                                              |                                              | Folkmängd                                    | Areal (ha)                                   |
| 1960                                                                          | 1960                                         |                                              | 362                                          | 82                                           |
| 1965                                                                          | 1965                                         |                                              | 328                                          | 81                                           |
| 1970                                                                          | 1970                                         |                                              | 260                                          | 81                                           |
| 1975                                                                          | 1975                                         |                                              | 237                                          | 80                                           |
| 1980                                                                          | 1980                                         |                                              | 198                                          | 80                                           |
| 1990                                                                          | 1990                                         |                                              | 236                                          | 85                                           |
| 1995                                                                          | 1995                                         |                                              | 246                                          | 86                                           |
| 2000                                                                          | 2000                                         |                                              | 244                                          | 86                                           |
| 2005                                                                          | 2005                                         |                                              | 242                                          | 86                                           |
| 2010                                                                          | 2010                                         |                                              | 244                                          | 86                                           |
| 2015                                                                          | 2015                                         |                                              | 108                                          | 25#                                          |
| Anm.: Ej tätort 2015, blir då två småorter, denna och Norrberg. # Som småort. |                                              |                                              |                                              |                                              |